# Élections législatives de 1993 en Polynésie française
Les élections législatives françaises de 1993 se déroulent les 21 et 28 mars. Dans la collectivité de la Polynésie française, deux députés sont à élire dans le cadre de deux circonscriptions.

## Élus
| Circonscription | Député sortant      | Parti | Parti         | Député élu ou réélu | Parti | Parti |
| --------------- | ------------------- | ----- | ------------- | ------------------- | ----- | ----- |
| 1re             | Alexandre Léontieff |       | Divers droite | Jean Juventin       |       | RPR   |
| 2e              | Émile Vernaudon     |       | Divers droite | Gaston Flosse       |       | RPR   |

## Résultats

### Résultats à l'échelle de la collectivité
| Parti          | Parti                                 | Premier tour | Premier tour | Second tour | Second tour | Sièges |
| Parti          | Parti                                 | Voix         | %            | Voix        | %           | Sièges |
| -------------- | ------------------------------------- | ------------ | ------------ | ----------- | ----------- | ------ |
|                | Rassemblement pour la République      | 29 598       | 40,64        | 23 963      | 55,7        | 2      |
|                | Union pour la démocratie française    | 7 781        | 10,68        |             |             | 0      |
|                | Divers droite                         | 2 593        | 3,56         | 0           |             |        |
|                | Union pour la France                  | 39 972       | 54,88        | 23 963      | 55,7        | 2      |
|                |                                       |              |              |             |             |        |
|                | Divers gauche (Maj. prés.)            | 11 087       | 15,22        |             |             | 0      |
|                | Alliance des Français pour le progrès | 11 087       | 15,22        |             |             | 0      |
|                |                                       |              |              |             |             |        |
|                | Régionaliste                          | 13 828       | 18,98        | 19 056      | 44,3        | 0      |
|                | Divers                                | 7 950        | 10,91        |             |             | 0      |
|                |                                       |              |              |             |             |        |
| Inscrits       | Inscrits                              | 110 650      | 100,00       | 64 296      | 100,00      | 2      |
| Abstentions    | Abstentions                           | 36 674       | 33,14        | 20 201      | 31,42       |        |
| Votants        | Votants                               | 73 976       | 66,86        | 44 095      | 68,58       |        |
| Blancs et nuls | Blancs et nuls                        | 1 139        | 1,54         | 1 076       | 2,44        |        |
| Exprimés       | Exprimés                              | 72 837       | 98,46        | 43 019      | 97,56       |        |

### Résultats par circonscription

#### Première circonscription (Papeete)
| Candidat       | Candidat                    | Parti                            | Premier tour | Premier tour | Second tour | Second tour |  |
| Candidat       | Candidat                    | Parti                            | Voix         | %            | Voix        | %           |  |
| -------------- | --------------------------- | -------------------------------- | ------------ | ------------ | ----------- | ----------- |  |
|                | Jean Juventin élu           | RPR                              | 13 822       | 33,41        | 23 963      | 55,7        |  |
|                | Oscar Temaru                | Régionaliste (Tavini huiraatira) | 11 205       | 27,09        | 19 056      | 44,3        |  |
|                | Alexandre Léontieff sortant | UDF (AD)                         | 7 781        | 18,81        |             |             |  |
|                | Jean-Marius Raapoto         | Divers droite                    | 2 593        | 6,27         |             |             |  |
|                | Pierre Dehors               | Divers gauche (Maj. prés.)       | 2 568        | 6,21         |             |             |  |
|                | Monil Tetuanui              | Régionaliste                     | 1 480        | 3,58         |             |             |  |
|                | Léon Ceran-Jerusalemy       | Régionaliste                     | 862          | 2,08         |             |             |  |
|                | Jacques Bryant              | Divers                           | 777          | 1,88         |             |             |  |
|                | François Nanai              | Régionaliste                     | 281          | 0,68         |             |             |  |
|                |                             |                                  |              |              |             |             |  |
| Inscrits       | Inscrits                    | Inscrits                         | 64 441       | 100,00       | 64 296      | 100,00      |  |
| Abstentions    | Abstentions                 | Abstentions                      | 22 474       | 34,88        | 20 201      | 31,42       |  |
| Votants        | Votants                     | Votants                          | 41 967       | 65,12        | 44 095      | 68,58       |  |
| Blancs et nuls | Blancs et nuls              | Blancs et nuls                   | 598          | 1,42         | 1 076       | 2,44        |  |
| Exprimés       | Exprimés                    | Exprimés                         | 41 369       | 98,58        | 43 019      | 97,56       |  |

#### Deuxième circonscription (Pirae)
|                | Gaston Flosse élu       | RPR (UPF)                  | 15 776 | 50,13  |  |  |  |
|                | Émile Vernaudon sortant | Divers gauche (Maj. prés.) | 8 519  | 27,07  |  |  |  |
|                | James Salmon            | Divers                     | 4 657  | 14,8   |  |  |  |
|                | Jean-Paul Théron        | Divers                     | 1 515  | 4,81   |  |  |  |
|                | Emmanuel Nauta          | Divers                     | 596    | 1,89   |  |  |  |
|                | Jean-Charles Tekuataoa  | Divers                     | 405    | 1,29   |  |  |  |
|                |                         |                            |        |        |  |  |  |
| Inscrits       | Inscrits                | Inscrits                   | 46 209 | 100,00 |  |  |  |
| Abstentions    | Abstentions             | Abstentions                | 14 200 | 30,73  |  |  |  |
| Votants        | Votants                 | Votants                    | 32 009 | 69,27  |  |  |  |
| Blancs et nuls | Blancs et nuls          | Blancs et nuls             | 541    | 1,69   |  |  |  |
| Exprimés       | Exprimés                | Exprimés                   | 31 468 | 98,31  |  |  |  |